# Bardūk
Bardūk (persiska: بَردوك, بردوک, بِردوك, بَردُّك) är en ort i Iran.   Den ligger i provinsen Västazarbaijan, i den nordvästra delen av landet, 600 km väster om huvudstaden Teheran. Bardūk ligger 1 811 meter över havet och antalet invånare är 368.
Terrängen runt Bardūk är varierad.Runt Bardūk är det ganska tätbefolkat, med 160 invånare per kvadratkilometer. Närmaste större samhälle är Jūjahī, 2,5 km norr om Bardūk. Trakten runt Bardūk består i huvudsak av gräsmarker.